# Jean-François Chevrier
Pour les articles homonymes, voir Chevrier (homonymie).
Jean-François Chevrier, né en 1954 à Lyon, est un historien de l'art, un critique d'art et un commissaire d’expositions français, spécialiste de photographie.

## Biographie
Élève de l'École normale supérieure (promotion Lettres 1974) et agrégé de lettres, Jean-François Chevrier a enseigné l’histoire de la photographie à l’université Paris VIII (Vincennes) puis à l'Université Paris X (Nanterre) de 1984 à 1990, et fut de 1988 à 2019 professeur d’histoire de l’art contemporain à l'École nationale supérieure des beaux-arts de Paris (ENSBA).
Fondateur et rédacteur en chef de la revue Photographies, qui connaît huit numéros de 1982 à 1985, lancée avec l'Association française pour la diffusion de la photographie, conseiller général de la Documenta X en 1997 dirigée par Catherine David, Jean-François Chevrier est commissaire de nombreuses expositions internationales, accompagnées de catalogues : 
- Une autre objectivité/ Another Objectivity, 1988-1989[1] ;
- Photo-Kunst, 1989-1990
- Walker Evans & Dan Graham, 1992-1994
- Des territoires, Paris, 2001
- L’Action restreinte. L’art moderne selon Mallarmé, 2004-2005[2]
  - Formas biográficas. Construcción y mitología individual, Museo Reina Sofia, Madrid, 2013-2014
  - Formes biographiques, Carré d'art-Musée d'art contemporain de Nîmes, 2014[3]
  - Agir, contempler / Acting, Contemplating, Musée Unterlinden, Colmar, 2016.

Il a publié en 2006 une monographie sur le photographe canadien Jeff Wall chez Hazan dans un passage intitulé « Les Spectres du quotidien » et en 2019 une monographie sur l'artiste Bernard Réquichot chez Flammarion.

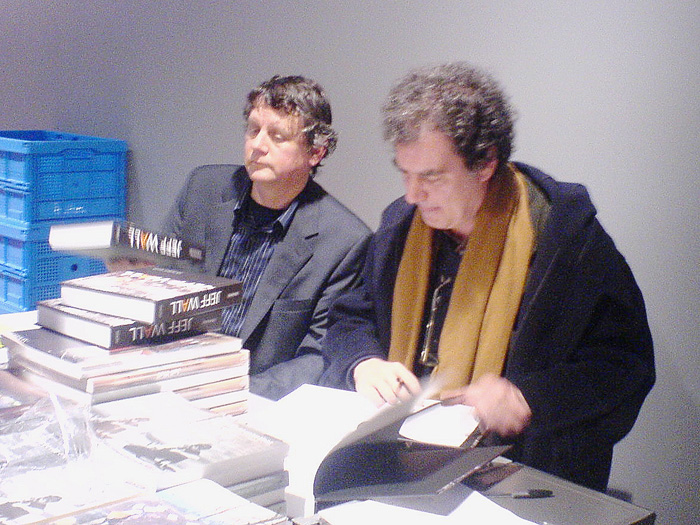
Jean-François Chevrier et Jeff Wall le 28 novembre 2007 au Centre Pompidou